# Painéis dos Murais da Libertação
Os Painéis dos Murais da Libertação são bens tombados localizados na Prelazia de São Félix, no Mato Grosso.
Os Murais são obra do pintor espanhol Maximino Cerezo Barredo. No total são onze murais feitos entre 1977 e 2001, em igrejas de sete municípios da Prelazia de São Félix (São Félix, Luciara, Santa Terezinha, Ribeirão Cascalheira, Vila Rica, São José do Xingu e Querência), sendo abertos ao público para visitação, sem restrições para acesso.  As cores empregadas são fortes e vibrantes, com aparência viva e contrastiva.

## História
As imagens dos murais representam os conflitos agrários encontrados na Prelazia de São Félix, como os latifúndios, a expropriação da população tradicional, a violência e a desigualdade, identificando-se assim, comparativamente, ao Muralismo Mexicano. 
Os Murais da Libertação foram tombados como patrimônio histórico e cultural de Mato Grosso no dia 30 de agosto de 2005 pelo governo estadual por meio da Portaria n.° 021/2005. O tombamento foi uma reivindicação da então deputada Verinha Araújo (PT).
Mesmo após o tombamento como patrimônio histórico, alguns dos murais estão descaracterizados em razão de má conservação, por intempéries como infiltrações, fendas nas paredes e manchas de tintas.

## Composição
A composição mistura motivos religiosos e crítica social. Os Murais explicitam os ideais da Prelazia de São Félix, cuja opção pastoral era a defesa de carentes e pobres, em especial posseiros, indígenas e peões, os segmentos vulneráveis da região.
A obra "A Páscoa de Cristo e a Páscoa do Povo", mural localizado na Catedral de São Félix do Araguaia, contém representações de crianças, indígenas, caboclos, mulheres e camponeses carregando uma cruz, e a figura de Jesus Cristo. Todos estão de pés descalços, marcas recorrentes dos Murais da Libertação. No segundo plano do mural, há uma primeira paisagem, harmoniosa e na forma de uma natureza bela, que não sofreu ainda a ação do homem, e na última paisagem é representada uma terra seca e devastada, repleta de cercas.
O mural "O Maior Amor", localizado no Santuário dos Mártires da Caminhada, em Ribeirão Cascalheira, representa fragmentos de cenas que ocorreram na região da Prelazia, contendo nove mártires, sendo guiados por Jesus Cristo. A motivação para a elaboração do mural pode ter decorrido do assassinato do Padre João Bosco Burnier, um dos mártires representados no Mural, que foi baleado em 12 de outubro de 1976 no município de Ribeirão Cascalheira, após defender duas mulheres que estavam sendo torturadas por autoridades locais.
A obra "Na família de Deus", localizada na Igreja de São José, em São Félix do Araguaia, traz a figura de cinco crianças, e ao centro, um homem e uma mulher, caracterizados como trabalhadores do campo, que são representantes de Maria e José, em uma alusão a Sagrada Família.
O mural "O Reino e o Anti-Reino" traz, a direita, a figura do latifúndio, representado com um trator esmagando o homem, e o capital materializado pelo dinheiro, engolindo a humanidade. À esquerda, o mural apresenta trabalhadores do campo sendo ameaçados por uma mão sombreada.
A pintura "Água, Terra, Pão", localizada na Capela dos Sacramentos da Igreja de São José, em São Félix do Araguaia, traz a representação de Jesus Cristo, ao lado das palavras "Água", "Terra" e "Pão", necessidades da população.
As demais obras dos Murais estão diretamente relacionadas a passagens bíblicas, sendo as figuras representadas com características físicas e étnicas dos moradores locais, além de objetos culturais regionais. "No Compromisso da Profecia", localizada na Matriz Paróquia São João Batista, em Ribeirão Cascalheira, refere-se ao Batismo de Jesus.
"Na Diaconia do Reino" é um mural díptico localizado na Igreja Matriz São Pedro Apóstolo, no município de Vila Rica e que possui, na parede direita, uma representação da Cerimônia de Lava-pés.
"Magnificat, canto da Liberação", localizado na Igreja Matriz Nossa Senhora Das Graças, município de Luciara, apresenta a figura de Maria ao centro, e a figura de um braço que quebra o FMI, o banco, os mísseis e o capital, tratando-se de uma representação visual e uma interpretação contemporânea do cântico Magnificat.

## Obras tombadas
| Título/Tema                                | Data | Município             | Igreja                                | Lugar                  |
| ------------------------------------------ | ---- | --------------------- | ------------------------------------- | ---------------------- |
| A Páscoa de Cristo e a Páscoa do Povo      | 1977 | São Félix do Araguaia | Catedral de Nossa Senhora da Assunção | Altar Mor              |
| O Maior Amor                               | 1986 | Ribeirão Cascalheira  | Santuário dos Mártires da Caminhada   | Altar Mor              |
| Na família de Deus                         | 1989 | São Félix do Araguaia | São José                              | Altar Mor              |
| O Reino e o Anti-Reino                     | 1989 | Santa Terezinha       | Ermida de Santa Terezinha             | Parede posterior       |
| Água, Terra, Pão                           | 1989 | São Félix do Araguaia | São José                              | Capela dos Sacramentos |
| No Compromisso da Profecia                 | 1990 | Ribeirão Cascalheira  | São João Batista                      | Altar Mor              |
| Nascer de Novo                             | 1992 | Vila Rica             | São Pedro                             | Capela de Batismo      |
| Na Diaconia do Reino                       | 1992 | Vila Rica             | São Pedro                             | Altar Mor              |
| Magnificat, canto da Liberação             | 1993 | Luciara               | Nossa Senhora das Graças              | Altar Mor              |
| Eucaristia, dom de Deus, fruto do trabalho | 2001 | São José do Xingu     | São José                              | Altar Mor e laterais   |
| Na Ceia Ecológica do Reino                 | 2001 | Querência             | Imaculada Conceição                   | Altar Mor              |